# Stenodryas rufus
Stenodryas rufus är en skalbaggsart som först beskrevs av Maurice Pic 1946.  Stenodryas rufus ingår i släktet Stenodryas och familjen långhorningar. Inga underarter finns listade i Catalogue of Life.